# William Degouve de Nuncques

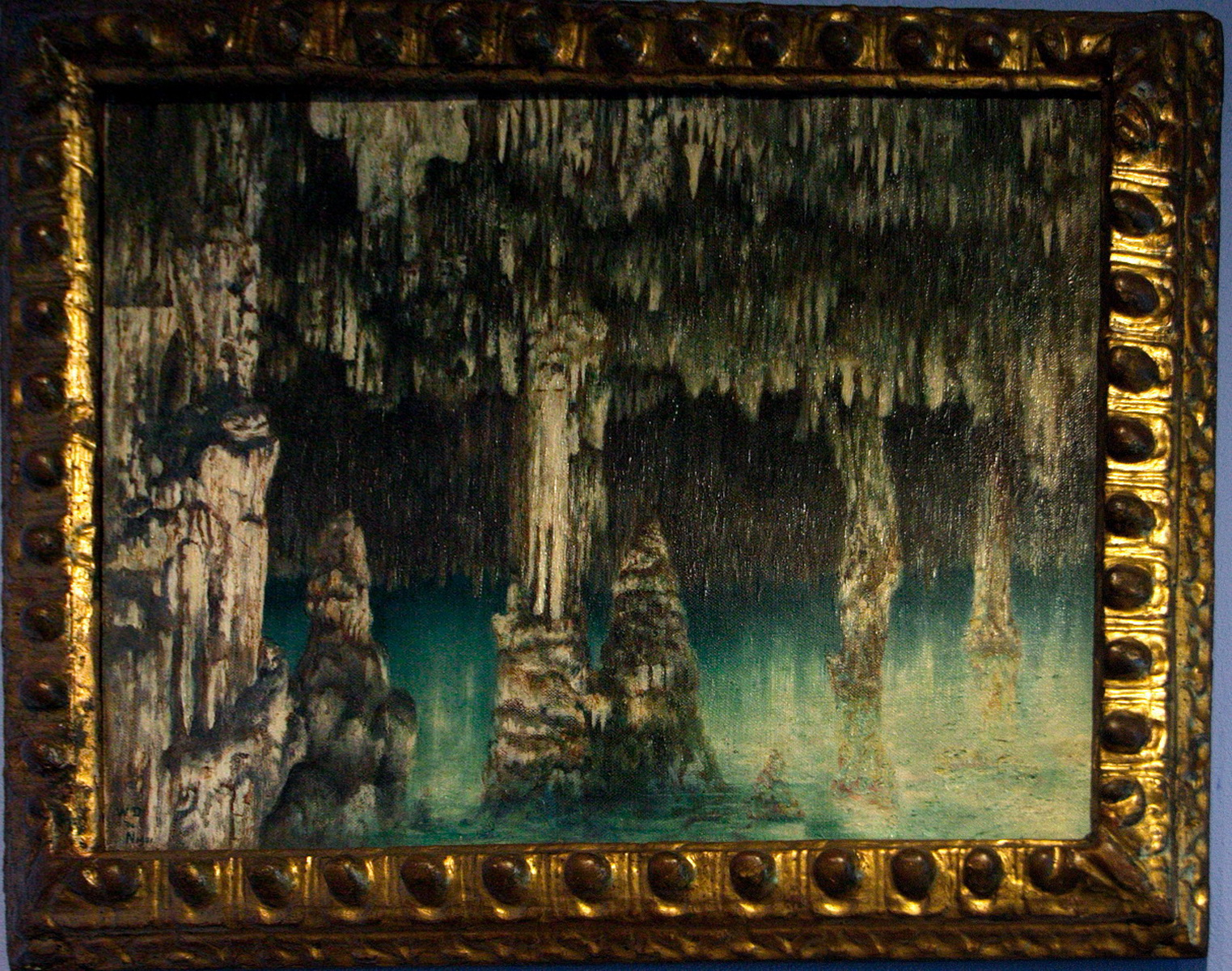
"Coves de Manacor", oli sobre tela de William Degouve de 1901. Conservada al Museu Cau Ferrat de Sitges

Willam Degouve de Nuncques (Monthermé, Xampanya, 1867 - Stavelot, Lieja, 1935) fou un pintor d'origen francès, naturalitzat belga. Format a l'acadèmia d'Elsene, més tard fou deixeble de Jan Toorop. Es relacionà amb el grup literari simbolista Jeune Belgique (esdevingué cunyat de Verhaeren). Fou membre del Cercle dels XX (1884-93) i de la Libre Esthétique des del 1893. Treballà a Catalunya i a Mallorca (1900-02); els seus paisatges, nebulosos i esfilagarsats, influïren considerablement damunt el Mir de l'època mallorquina i sobre Sebastià Junyer i Vidal i diversos artistes de l'escola pollencina. La seva exposició del gener del 1902, a la Sala Parés de Barcelona, tingué un gran ressò. Treballà als Països Baixos (1914-18).